# Weldon Irvine
Weldon Jonathan Irvine, Jr. (* 27. Oktober 1943 in Hampton (Virginia); † 9. April 2002 in New York) war ein US-amerikanischer Jazzpianist, Komponist und Organist, der auch unter dem Künstlernamen Master Wel bekannt war. Bekannt wurde er mit dem von Nina Simone erstmals gesungenen Song To Be Young, Gifted and Black, der zur Hymne der US-amerikanischen Bürgerrechtsbewegung Ende der 1960er Jahre wurde.

## Biografie
Weldon Irvine studierte an der Hampton University Literatur. Als Komponist, Pianist und Organist war er in den verschiedenen Genren, Jazz-Funk, Jazz, Hip-Hop, Funk, Rhythm and Blues und Gospel, tätig. 1965 ging er nach New York City und spielte in der Big Band von Kenny Dorham und Joe Henderson. Ein Jahr später begann er die Zusammenarbeit mit Nina Simone als Bandleader, Arrangeur und Road Manager, die durch ihre Interpretation seines Songs To Be Young, Gifted and Black stellvertretend für andere Afroamerikaner zu einer namhaften Figur der US-amerikanischen Bürgerrechtsbewegung wurde. Nachdem sie gemeinsam die Aufführung des Stückes To Be Young, Gifted and Black von Lorraine Hansberrys sahen, schrieb Irvine diesen Song, der den Titel des Stückes trug und später auch von bekannten Musikern wie z. B. Stevie Wonder, Aretha Franklin und Donny Hathaway gecovert wurde. Irvine und Simone schrieben einige Songs zusammen, die Nina Simone bekannt machen sollten.
In den  1960er Jahren wirkte er an Aufnahmesessions mit (u. a. bei Freddie Hubbard), spielte in Clubs und auf Festivals und schrieb zahlreiche Songs. Seine Fähigkeiten als Musiker und Texter führten ihn im Laufe seiner Karriere in fast jedes Genre der afroamerikanischen Musik. Zu den über 500 Kompositionen, von denen viele auf Tonträgern aufgenommen wurden, zählt auch eine Reihe von Konzerten und Musicals, die er inszenierte. Er arbeitete mit Jazzmusikern wie Miles Davis, Stanley Turrentine, Charles Earland, Groove Holmes, Lenny White, Bill Jacobs, sowie mit Aretha Franklin und Donny Hathaway, die den Song To Be Young, Gifted and Black, der Irvine so bekannt machte, interpretierten.
1977 konnte er die Premiere seines ersten Blockbuster-Musicals Young, Gifted and Broke im Billie Holiday Theatre in Brooklyn feiern. Das Musical spielte 8 Monate und gewann 4 Audelco Awards. Es war der Beginn einer jahrzehntelangen Beziehung zwischen Irvine und dem Billie Holiday Theatre, in dem er über 20 Jahre weitere Musikdramen produzierte. In der aufkommenden Hip-Hop Kultur war er bekannt als Master Wel und galt als Vorbild und Mentor für viele Künstler dieser Zeit, darunter Mos Def, Talib, Q-Tip, Ice Cube, Grandmaster Flash und vielen mehr, die Teile seiner Soul-Jazz-Funk Musik aus den 60ern und 70ern in ihre Musik einfließen ließen.
Zu Beginn des 21. Jahrhunderts produzierte und finanzierte er das Amadou-Projekt, ein Album zum Gedenken an den 1999 ermordeten Amadou Diallo, der unbewaffnet von vier  weißen New York City Polizisten mit 41 Schüssen getötet wurde. Irvine versammelte für dieses Album Dichter und Hip-Hop Künstler, die seine Empörung teilten. Das Album wurde mit dem Preis „The Price Of Freedom“ ausgezeichnet.
Im Alter von 58 Jahren beging Weldon Irvine Suizid.

## Diskografie (Auswahl)
| Alben - 1972: Liberated Brother - 1973: Time Capsule - 1974: Cosmic Vortex (Justice Divine) - 1974: In Harmony - 1975: Spirit Man - 1975: Honey Baby, Honey Baby - 1976: Sinbad - 1979: The Sisters - 1989: Weldon & The Kats - 1993: Keyboard Riffs For DJ's Volume 3 - 1993: Keyboard Riffs For DJ's Volume 4 - 1994: Keyboards Wild DJ's Smile - 1994: Music Is The Key Singles - 1974: Walk That Walk; Talk That Talk - 1975: The Friends Of Distinction – Honey Baby Theme - 1975: Jungle Juice / Yasmin - 1976: I Love You / What's Going On? - 2000: Live in Nashville Kompilationen - 1976: Disco Express Vol. 2 - 1987: Rare (A Rare Collection Of Grooves) - 1988: Rare 3 - 1991: Turkish Bath - 1992: Déjà Vu - 1994: The Chase Scene - 1994: Free Soul Impressions - 1994: Into Somethin' Dancefloor Jazz Classics Vol. 1 - 1994: Free Soul Visions - 1995: London Jazz Classics 3 - 1997: Funk Soul Party Vol. 1 - 1997: Strata-2-East - 1997: The Cream Of... Rare Groove Volume 1 - 1997: The Cream Of... Jazzy Vibes Volume 1 - 1997: Serchin' For The Perfect Beat - 1997: NY Milk Crate Collection Volume 8 | - 1998: For The Ladies - 1998: The Big Payback - 1998: Tribe Vibes Volume 2 - 2001: Earth Volume 5 - 2003: Flying Funk Flying Jazz Grooves - 2004: The Vibe! The Ultimate Rare Grooves Series Vol. 02 - 2004: The Vibe! The Ultimate Rare Grooves Series Vol. 06 - 2004: The Vibe! The Ultimate Rare Grooves Series Vol. 07 - 2005: Soul Culture: 01 - 2005: Sunday Cooking - 2005: We Love Free Soul - 2005: Earth Experience - 2005: Soul Culture: 02 - 2006: Soul Sides Volume One - 2007: Jazz! Jazz! Jazz! 2 - 2007: 25 Ans De Musiquw D'Avant Nova - 2008: Strange Soul - 2008: Strange Jazz - 2008: Free Soul Visions: 15th Anniversary Deluxe Edition - 2010: Pure...Disco/Funk - 2011: Kaffeehaus Lounge 4 - 2013: Psycho Soul - 2013: Digger's Delight (More Rare-Groove Gems) - 2013: In The Poket – 70s Jazz-Funk Mixes - 2002: DJ Lovley – Summer Sweetness - 2003: 4 Hero – Life: Styles - 2003: DJ O-Dub-Adventures in Rhythm - 2007: Invisible Black Vol. 2 - 2007: Muro - Taste Of Chocolate Bitter And Sweet Soulflavor - 2008: Gilles Peterson - In The House - 2008: Kay Nakayama - The 69 Steps – Breath Of Love - 2008: Wicked Jazz Sounds Volume 5 - 2009: Muro - Tribe Vibes - 2010: DJ Jazzy Jeff + Mick Boogie – Summertime - The Mixtape - 2011: DJ Spinna – Future Shock - 2014: Muro – Diffin' Free Soul - 2014: Bird Peterson – White Light 9 |